# Ministre de Defensa i Veterans de l'Exèrcit (Sud-àfrica)
El Ministre de Defensa i Veterans de l'Exèrcit (anteriorment Ministre de Defensa) és un dels ministres del Govern de Sud-àfrica, el qual s'encarrega de supervisar el Departament de Defensa el Departament de Veterans de l'Exèrcit i la Força de Defensa Nacional Sud-africana. Actualment, el ministre és Nosiviwe Mapisa-Nqakula, i el seu suplent Thabang Makwetla.

## Ministres de Defensa
| Ministre                | Partit                         | Anys                                        | Cap de Govern            |
| ----------------------- | ------------------------------ | ------------------------------------------- | ------------------------ |
| Jan Smuts               | Partit Sud-africà              | 1910-1920                                   | Louis Botha              |
| Hendrik Mentz           | Partit Sud-africà              | 1920-1924                                   | Jan Smuts                |
| Frederic Creswell       | Partit Laborista de Sud-àfrica | 1924-1933                                   | James B. M. Hertzog      |
| Oswald Pirow            | Partit Nacional / Partit Unit  | 1933-1939                                   | James B. M. Hertzog      |
| Jan Smuts               | Partit Unit                    | 1939-1948                                   | Jan Smuts                |
| Frans Erasmus           | Partit Nacional                | 1948-1954                                   | Daniel Malan             |
| Frans Erasmus           | Partit Nacional                | 1954-1958                                   | Johannes Strijdom        |
| Frans Erasmus           | Partit Nacional                | 1958-1959                                   | Hendrik Verwoerd         |
| Jacobus Fouché          | Partit Nacional                | 1959-1966                                   | Hendrik Verwoerd         |
| Pieter Willem Botha     | Partit Nacional                | 1966-1978                                   | Balthazar Vorster        |
| Pieter Willem Botha     | Partit Nacional                | 1978-1980                                   | Pieter Willem Botha      |
| Magnus Malan            | Partit Nacional                | 1980-1984                                   | Pieter Willem Botha      |
| Magnus Malan            | Partit Nacional                | 1984-1989                                   | Pieter Willem Botha      |
| Magnus Malan            | Partit Nacional                | 1989-1991                                   | Frederik Willem de Klerk |
| Roelf Meyer             | Partit Nacional                | 1991-1992                                   | Frederik Willem de Klerk |
| Gene Louw               | Partit Nacional                | 1992-1993                                   | Frederik Willem de Klerk |
| Kobie Coetsee           | Partit Nacional                | 1993-1994                                   | Frederik Willem de Klerk |
| Joe Modise              | Congrés Nacional Africà        | 1994-1999                                   | Nelson Mandela           |
| Mosiuoa Lekota          | Congrés Nacional Africà        | 26 de juny de 1999 – 25 de setembre de 2008 | Thabo Mbeki              |
| Charles Nqakula         | Congrés Nacional Africà        | 25 de setembre de 2008 – 10 de maig de 2009 | Kgalema Motlanthe        |
| Lindiwe Sisulu          | Congrés Nacional Africà        | 11 de maig de 2009 – 12 de juny de 2012     | Jacob Zuma               |
| Nosiviwe Mapisa-Nqakula | Congrés Nacional Africà        | 12 de juny de 2012 – Actualitat             | Jacob Zuma               |